# Aquarius (album)
Aquarius är ett musikalbum, utgivet av Aqua den 21 mars år 2000.

## Låtförteckning
1. "Cartoon Heroes"
2. "Around the World"
3. "Freaky Friday"
4. "We Belong to the Sea"
5. "An Apple a Day"
6. "Halloween"
7. "Good Guys"
8. "Back from Mars"
9. "Aquarius"
10. "Cuba Libre"
11. "Bumble Bees"
12. "Goodbye to the Circus"